# シアン化テトラエチルアンモニウム
シアン化テトラエチルアンモニウム（シアンかテトラエチルアンモニウム、英: Tetraethylammonium cyanide）は、化学式[(CH3CH2)4N]CNで表される第四級アンモニウム塩である。
テトラエチルアンモニウムカチオン[(CH3CH2)4N]+とシアン化物アニオンCN-から構成される白色の潮解性固体である。極性有機溶媒に可溶。シアノメタレートの合成に使用される。
本化合物は臭化テトラエチルアンモニウムからイオン交換によって合成される。

## 安全性
本化合物にはシアン化物イオンが含まれているため、毒性が高い。